# 下名 (いちき串木野市)
下名（しもんみょう）は、鹿児島県いちき串木野市に1889年（明治22年）から2012年（平成24年）まで存在した大字。旧日置郡串木野郷下名村、日置郡串木野村大字下名、日置郡串木野町大字下名、串木野市下名。人口は6,646人、世帯数は2,499世帯（2010年10月1日現在）。郵便番号は896-0053。
2011年10月11日に行われた町名等整理事業により下名の大部分の区域を分割し21町が設置され、2012年10月9日に残部が海瀬及び生福に編入されたのに伴い廃止された。

## 地理
いちき串木野市の中央部から北部、五反田川、八房川の下流域に位置している。下名は南北に長い大字であったが、1946年（昭和21年）から1957年（昭和32年）にかけて行われた戦災復興土地区画整理事業により、字域の中央にあった市街地部に町名が設定されたため、字域が戦災復興土地区画整理事業で設定された町を挟んで、南北に分断されている状態になっていた。
2011年時点の字域の北方は薩摩川内市都町、木場茶屋町、川永野町、北方から西方にかけては荒川、東方は上名、南方には大里、湊町、川上が接している。また、中央部には下名から分割された町があり、南部は東島平町、緑町、住吉町、日出町と接しており、北部は曙町、東塩田町、西塩田町、汐見町、西薩町に接していた。
字域を南北に国道3号が通り、それに沿って鹿児島本線が通り、字域内には串木野駅、神村学園前駅があった。尚、一部は国道3号に沿って南九州西回り自動車道川内道路が町域内を通っているが大部分は上名を通っている。南部の酔ノ尾交差点からは鹿児島県道312号島平酔尾線が西方に通っており、沿線にはいちき串木野警察署がある。また、西部を鹿児島県道43号川内串木野線が南北に通っていた。
教育施設は北部にいちき串木野市立旭小学校、中央部にいちき串木野市立串木野西中学校、南方には神村学園専修学校、神村学園初等部・中等部・高等部及び神村学園附属幼稚園、鹿児島県立串木野養護学校が所在していた。

### 河川
- 五反田川
- 八房川

## 歴史

### 成立から町村制施行まで
下名という地名は江戸期より見え、薩摩国日置郡串木野郷のうちであった。「三国名勝図会」では串木野村下名ともある。「旧高旧領」では下名村の村高は3,102石余であったとある。慶長3年の朝鮮出兵から帰国した際に島津義弘が朝鮮より陶工を下名村の島平に連れ帰り、陶工らは一時期この地で陶業に従事していたとされ、後に苗代川（現在の日置市東市来町美山）に移住したとされる。
1879年（明治12年）に浦町的な性格を持つ町場、浜ノ町、下り町の3町が下名村より分離し、1882年（明治15年）には浜浦を串木野町に編入されたとされる。

### 町村制施行以降
1889年（明治22年）に町村制が施行されたのに伴い、串木野郷の区域より串木野村が成立し、それまでの下名村は串木野村の大字「下名」となり、同時に明治12年に下名村より分割された串木野町を再び編入したとされるが、独立した大字「串木野」とされている資料もある。1935年（昭和10年）には串木野村が町制施行し、1950年（昭和25年）に串木野町が市制施行し、串木野市の大字となった。
1954年（昭和29年）に中心市街地で行われた戦災復興土地区画整理事業による区画整理実施区域に曙町、旭町、浦和町、大原町、御倉町、春日町、北浜町、京町、栄町、桜町、汐見町、昭和通、新生町、住吉町、高見町、中尾町、西浜町、日出町、港町、本浜町、元町が設置された。また、1969年（昭和44年）に塩屋町、緑町の各一部に分割された。
1983年（昭和58年）10月26日に下名字道尻の一部が御倉町に編入され、新生町及び下名字小瀬の一部より小瀬町、下名字石河山、字長崎の各一部より長崎町、下名字道尻の一部より美住町が設置され、同年11月には下名の一部が御倉町、長崎町、小瀬町に編入された。
1988年（昭和63年）5月13日に下名の一部が曙町、下名及び曙町の一部が春日町、下名及び汐見町の一部が京町にそれぞれ編入され、曙町及び下名の各一部より東塩田町、汐見町及び下名の各一部より西塩田町が設置さた。同年10月21日には下名の一部より東島平町及び西島平町が設置された。
1989年（平成元年）に一部が西島平町に編入された。1990年（平成2年）には一部より西薩町が設置され、1992年（平成4年）に一部が西薩町に編入された。1999年（平成11年）に下名字東高畑、字中高畑、字西高畑の各一部が上名字東高畑の一部となり、上名字西高畑及び東高畑の各一部を下名字中高畑に編入した。
2005年（平成17年）10月11日には串木野市が市来町と合併し、いちき串木野市の大字「下名」となった。
また、2011年（平成23年）10月11日には下名から海瀬、八房、照島、別府、ひばりが丘、住吉町の一部、恵比須町、東島平町の一部、日出町の一部、曙町、浜ケ城の一部、平江、三井、薩摩山、金山下、金山、芹ケ野、野下、深田上、深田下、野元にそれぞれ分割された。
2012年（平成24年）10月9日に下名の残部の一部（東愛宕平、辻平、永野原、愛宕段、南狩越、中狩越、北狩越、揚り立、次郎左衛門山、札立段、北肥名子坂、肥名子坂、北平）が海瀬へ編入され、一部（前之段、熊ノ谷）が生福の一部となるのに伴い、下名は消滅した。

### 人口の変遷
| 統計年次〔年〕    | 世帯数〔世帯〕 | 総人口〔人〕 | 出典  |
| 1871年（明治4年） | 1,019          | 4,570        | [ 3 ] |

## 字域の変遷
| 分割実施後         | 分割実施年         | 分割実施前（※特記の無いものは大字下名の小字である） |
| ------------------ | ------------------ | --- |
| 曙町               | 1954年（昭和29年） | 下蟹田、上蟹田、出口、下釜牟田、横手の全域 南塩田、東塩田、永井尻、羽根尾、砂取、青木口の各一部 |
| 旭町               | 1954年（昭和29年） | 光神免、潟口、養母次郎、小路の下、冨宿 砂岳、隠田、中尾段の各一部 |
| 浦和町             | 1954年（昭和29年） | 勘場、浜ノ町 |
| 大原町             | 1954年（昭和29年） | 堂ノ下、堂ノ跡の全域及び西口、潟口、寺ノ下、松山 中尾段、隠田、永井堀、小坂、大原、内堀の各一部 |
| 御倉町             | 1954年（昭和29年） | 石河、流れ河、岳釜ノ下、高石迫の全域 砂岳、勘場、早馬下、石河段、道尻の各一部 |
| 春日町             | 1954年（昭和29年） | 南塩田の全域 市口、山下、東塩田、野元堀、養母次郎、西塩田の各一部 |
| 北浜町             | 1954年（昭和29年） | 岳釜、西塩田、岳釜下町の各一部 |
| 京町               | 1954年（昭和29年） | 市口、西塩田、岳釜、籠、山下、養母次郎の各一部 |
| 栄町               | 1954年（昭和29年） | 土佐の全域 小路の下、勘場、養母次郎、小路、久保、浜崎、讃岐、山下、上浜田 砂岳、早馬ノ下の各一部 |
| 桜町               | 1954年（昭和29年） | 野元堀、養母次郎、光神免、西口、潟口、浜田、南塩田の各一部 |
| 汐見町             | 1954年（昭和29年） | 西塩田、岳釜、籠、市口、山下の各一部 |
| 昭和通             | 1954年（昭和29年） | 高石、町堀の全域 早馬下、石橋、石河段、高石迫、寺ノ下、堂ノ下の各一部 |
| 新生町             | 1954年（昭和29年） | 小瀬及び勘場、道尻の各一部 |
| 住吉町             | 1954年（昭和29年） | 下迫堀、鍾突堀、下馬籠、花立の全域 寺ノ下、松山、小坂の各一部 |
| 高見町             | 1954年（昭和29年） | 永井尻、野元堀、西口、潟口、永井堀、内堀、榎堀の全域 迫之下、羽根尾、砂取の各一部 |
| 中尾町             | 1954年（昭和29年） | 二ツ町の全域 冨宿、砂岳、早馬ノ下、石橋、石河段、堂ノ下、中尾ノ段、隠田の各一部 |
| 日出町             | 1954年（昭和29年） | 迫、上馬籠、豆打の全域 大原、内堀、迫ノ下の一部 |
| 港町               | 1954年（昭和29年） | 勘場、讃岐、夷ノ下、浜ノ町の各一部 |
| 本浜町             | 1954年（昭和29年） | 潟の全域 新潟、浜崎、讃岐、夷ノ下、岳釜、岳釜下町、浜ノ町の各一部 |
| 元町               | 1954年（昭和29年） | 下り町、浜ノ町の全域 小路、久保、浜崎、新潟、岳釜、籠の各一部 |
| 塩屋町             | 1969年（昭和44年） | 善吉堀の全域及び後門、塩屋堀、石河迫、ヒル牟田の各一部 |
| 緑町               | 1969年（昭和44年） | 郷之原、下迫堀、上塩屋堀の全域 塩屋堀、後門の各一部 |
| 御倉町の一部       | 1983年（昭和58年） | 道尻の一部 |
| 小瀬町             | 1983年（昭和58年） | 新生町の一部、下名字小瀬の一部 |
| 長崎町             | 1983年（昭和58年） | 石河山、長崎の各一部 |
| 美住町             | 1983年（昭和58年） | 道尻の一部 |
| 下名字新屋敷の一部 | 1984年（昭和59年） | 公有水面埋立地 |
| 曙町の一部         | 1988年（昭和63年） | 東塩田、下蟹田、蟹田の各一部 |
| 春日町の一部       | 1988年（昭和63年） | 曙町の一部及び下名字東塩田、西塩田の各一部 |
| 京町の一部         | 1988年（昭和63年） | 汐見町の一部及び下名字西塩田の一部 |
| 東塩田町           | 1988年（昭和63年） | 曙町の一部及び下名字東塩田、池西、下蟹田、蟹田、水官、坂元、瀉山の各一部 |
| 西塩田町           | 1988年（昭和63年） | 汐見町の一部及び下名字東塩田及び西塩田の各一部 |
| 東島平町           | 1988年（昭和63年） | 城ケ崎、森山、郷之原、後門、堂之神、大畑、村之下、海掛前、洲賀、坂之下の各一部 |
| 西島平町           | 1988年（昭和63年） | 竹原、石河山、ヒルム田、洲賀、坂之下、新屋敷の各一部 |
| 西島平町の一部     | 1989年（平成元年） | 下名の一部 |
| 西薩町             | 1990年（平成2年）  | 瀬坂、カラカラ石、ヘケ岩、焼平、磯平の各一部 |
| 西薩町の一部       | 1992年（平成4年）  | 下名の一部 |
| 上名字東高畑の一部 | 1999年（平成11年） | 東高畑、中高畑及び西高畑の各一部 |
| 下名字中高畑の一部 | 1999年（平成11年） | 上名字西高畑及び東高畑の各一部 |
| 海瀬               | 2011年（平成23年） | 小ケ倉、海瀬平、上海瀬、小海瀬、熊ノ谷、中海瀬、中須、下海瀬、川平、郡瀬、久保山の一部、東愛宕平、野落平、辻平 |
| 八房               | 2011年（平成23年） | 潟平、東建岩平、久保山の一部、愛宕段、西愛宕平、上土井付、中土井付、東土井付、立石ノ後、立石、床虫堀、庵ノ上、打越、中尾、田中尾、下土井付、草道平、横井場、永尾段、硯河、加治屋平、大宮田、所崎、庵ノ下、八房、西外堀の一部、東外堀、堀田の一部、犬ケ原の一部、出ル葉の一部 |
| 照島               | 2011年（平成23年） | 南狩越、中狩越、、北狩越、揚り立、北肥名子坂、東高畑、新右衛門迫、滑平、中高畑、西高畑、幸右衛門堀、六反田平、星越、東ドキ堀、西トキ堀、並松、石河、若松田、肥名子坂、北平、狩越、谷ノ口、谷ノ前平、東本壺屋、北本壺屋、南本壺屋、木原、犬ケ原の一部、出ル葉の一部、野迫、野中、東前床、前平、唐船ケ尾、西前床の一部、照島田、唐切田、下モノ下の一部、ガイシ田、下酔之尾、浜畑、酔之尾、上酔之尾の一部、栗屋田、海潟、井手下の一部 |
| 別府               | 2011年（平成23年） | 堂ノ平、東別府、中別府、吉村之前、塩入崎、乗越、西別府、二度山、潟畑、下り平、段ノ山、後ノ原、谷川、西外堀の一部、堀田の一部、吹塞、添、犬ケ原の一部、下モノ下の一部、尻塞 |
| ひばりが丘         | 2011年（平成23年） | 上酔之尾の一部、西前床の一部、鑵子平の一部 |
| 住吉町の一部       | 2011年（平成23年） | 西前床の一部、鑵子平の一部、井手下の一部、洲川原、牟田平の一部、郷之原の一部、花立、須納瀬、平之山、伽藍 |
| 恵比須町           | 2011年（平成23年） | 高田の一部、窪田、井手下の一部、牟田平の一部、踊迫、樋掛、小山ケ下、城ケ崎、郷野原の一部 |
| 東島平町の一部     | 2011年（平成23年） | 高田の一部、海掛前 |
| 日出町の一部       | 2011年（平成23年） | 胡麻堀、上馬籠、羽根尾の一部、下釜牟田の一部、上釜牟田の一部 |
| 曙町の一部         | 2011年（平成23年） | 羽根尾の一部、横手、下釜牟田の一部、南浜ケ城の一部、出口の一部 |
| 浜ケ城の一部       | 2011年（平成23年） | 上釜牟田の一部、南浜ケ城の一部、東浜ケ城、札立、宇都良、浜ケ城迫、出口の一部、上蟹田、水管、坂元、池西、池ノ尻、後砂取、飛鼻、狐穴、池之頭、霧島、浜ケ城、永田の一部 |
| 平江               | 2011年（平成23年） | 永田の一部、下中州、滑之鼻の一部、北谷、谷ノ假屋、東後外戸、上永谷、下永谷、後西外戸、後中外戸、西外戸、玉迫の一部、上開の一部、山之神、角床、崩迫、中崩迫、下崩迫、東山神平、西垣内、岡、垣内、下野中、中野中、岡之上、西野中、野平、上野中、東野中、上中野畑、中野畑、飛別府ケ迫、飛別府ケ尾、東飛別府ケ尾、九日田、西九日田、上九日田、外戸岡、枦木ヶ迫、前西外戸、中外戸、東外戸、石ノ元、椨木ヶ迫、永山平、東石ノ元、下タ永山、永山出口、永山、上宍原、下宍原、梨木ケ迫、東法庵寺、法庵寺、天神迫、帯田迫、平、幸新橋、外薗、東春田、田ノ神元、西春田、春田、後迫、原ノ薗、小原田、風呂ノ上、開ノ下の一部、上新田、下新田、橋ノ口、井ノ上、神薗、節政、寺屋敷、八万渕 |
| 三井の一部         | 2011年（平成23年） | 諏訪迫、千段ケ迫、萬右衛門ケ迫、永山、丸尾、土手内平、土手内、下土手内、五太迫、有村迫、牛追道、コブ下、御茶屋平、佛生ケ平、白左衛門岡、上諏訪免、池田尾、諏訪免段 |
| 薩摩山             | 2011年（平成23年） | シミツ山、上塩硝木屋、塩硝木屋、近道、佛生ケ段、丸岡、最風、上最風、渕之尻、鍋ケ平、渕之上、栄江田、喧嘩田、用水平、タンコガ下、請之口、五兵衛迫、奥田平、善太夫平、宝傳迫、山伏谷、中入平、藤右衛門迫、中入、怒桂平、山仁田、野下口 |
| 金山下             | 2011年（平成23年） | 西岩坂、岩坂、大切、六番口、櫻壱里、斧研、鉄砲平、角石、鉄砲腹、東鉄砲腹、水車平、深迫、児玉迫 |
| 金山               | 2011年（平成23年） | 龍ノ駒、拾里塚、西勝利口、有山迫、嘉次平、向田茶屋、間伏谷、奥山谷、山之神平、雪ケ前、山神之下、石蔵段、井手口、薩摩山、横渡、湯牟禮、勝利、大野迫、長平、十兵衛堀、豆漬、野仁田、番屋 |
| 芹ケ野             | 2011年（平成23年） | 弥助ケ尾、雪茶屋、北口屋前、西山出口、仁王木、三平ケ平、山神迫、前田、太郎先迫、楠木元、迫頭、木屋段、仁田迫、敷ケ迫、源野、ウッセ田、宇都迫、泉水ノ元、堂ノ元、ヒルタ、ミナ尻、棕梠木元、白木田、満右衛門迫、正助迫、三千木場、堀之内、小山、小山出口、興六、建張、栗山迫、惣右衛門迫、猿渡、側石、崎山、境之上、境木、矢張、仮屋池、墓之元、大石之元、與六平、藏平、大迫谷、大平、樫ヶ元、カゴ、小迫田、大津風呂、日高平、臼鼻、平原、田ノ神元、柳牟田、前馬場、善吉ケ元、寄合田、大根平、井戸ノ上、仙右衛門山、山下平、土合、下椿平、西椿、万助平、下西山、上西山、南北口、八藏迫、北口、牛平、白木迫                                                                   |
| 野下               | 2011年（平成23年） | ホサ平、英吉迫、ヲヤシ漬、下永ケ迫、永迫、グミノ木段、西大迫、北大迫、大迫、上岩井手、元屋敷、板山迫、芝ノ元、穴ノ谷、穴ノ谷口、桑ケ迫、南穴谷、弥兵衛迫、向深田 |
| 深田上             | 2011年（平成23年） | 上龍玄、下龍玄、金左衛門ケ下、金左衛門平、一本ユス、流平、山下迫、籠田平、北野瀬戸、北深田、西深田、野島、福迫、島迫、瀧ノ下、谷合、瀧ノ上、フキガ迫、西井之尾、東井之尾、猪之尾、野間野嶽、藤山、中藤山、西藤山、藤山平、清八迫、ホサ野、赤瀬戸、滑之鼻の一部、焼山口、荒八、上荒八、北荒八、下古崩、古崩の一部 |
| 深田下             | 2011年（平成23年） | 上阪、下坂、下中入、市之渡瀬、中間田、天狗落シ、古崩の一部、堅子山、下土善、土善ケ迫、呼石、下呼石、西呼石、南木場、上中木場、下南木場、源藏段、久保山、宇都尻、下建石、建岩、建岩平、建野、シメクシ、下シメクシの一部、セメロの一部、一キヤノの一部、建岩坂、宇都山、下宇都山、東梅越、中梅越、前一木屋野の一部、北七升田 |
| 野元               | 2011年（平成23年） | 下シメクシの一部、セメロの一部、一キヤノの一部、下梅越、梅越、前一木屋野、北七升田の一部、西七升田、七升田平、口之坪、西水洗、水洗、東水洗、東口ノ坪、西土井付、土井付、開迫、南梅越、土井付鼻、玉迫の一部、上開の一部、開キ、開ノ下の一部、風呂ノ元、宮之脇、久保、青屋口、宮ノ前、上塩入、塩入、平山、西平山、愛宕平、瀬坂、カラカラ石、愛宕ノ後、樋ケ迫出口、風野、樋ケ迫、狐焼平、ヘケ岩、焼平、半ケ迫、宇都、磯平 |
| 海瀬の一部         | 2012年（平成24年） | 東愛宕平、辻平、永野原、愛宕段、南狩越、中狩越、北狩越、揚り立、次郎左衛門山、札立段、北肥名子坂、肥名子坂、北平 |
| 生福の一部         | 2012年（平成24年） | 前之段、熊ノ谷 |

## 施設（2011年時点）
公共
- いちき串木野警察署

教育
- 神村学園医療福祉専門学校
- 神村学園専修学校
- いちき串木野市立串木野西中学校
- 鹿児島県立串木野養護学校
- 神村学園初等部・中等部・高等部
- いちき串木野市立照島小学校
- いちき串木野市立旭小学校
- 神村学園附属幼稚園
- 浜ヶ城保育園

郵便局
- 芹ヶ野郵便局

寺社
- 串木野神社
- 八房神社
- 別府稲荷神社

その他
- 三井串木野鉱山
- 薩摩金山蔵（旧ゴールドパーク串木野）

## 交通（2011年時点）

### 道路
高規格幹線道路
- 南九州西回り自動車道川内道路

国道
- 国道3号
  - 市来バイパス

県道
- 鹿児島県道39号串木野樋脇線
- 鹿児島県道43号川内串木野線
- 鹿児島県道312号島平酔尾線

広域農道
- 日置広域農道

### 鉄道
九州旅客鉄道鹿児島本線
- 串木野駅 - 神村学園前駅